# Medersa Bou Inania de Meknès
Pour l’article homonyme, voir Medersa Bou Inania de Fès.
La Medersa Bou Inania est une médersa située à Meknès au Maroc.

## Histoire
La construction de la Medersa Bou Inania commença avec le début du règne de Abu al-Hasan en 1331 (dynastie mérinides), mais elle ne fut terminée que 20 ans après, en 1351, sous le règne de Abu Inan Faris dont elle porte le nom.
La medersa Bou Inania fait partie du patrimoine protégé de Meknès depuis 1923.

## Voir aussi

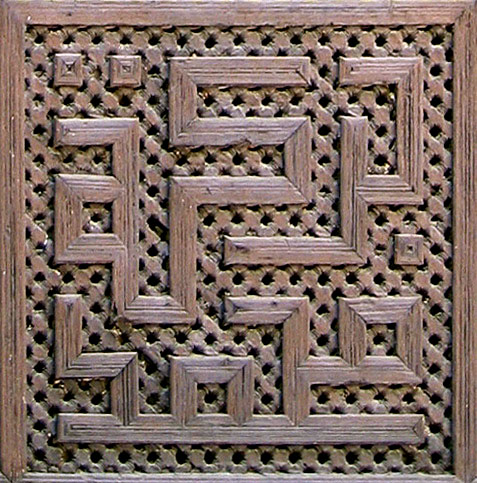
Détail d'une calligraphie coufique dans la cour
en arabe : baraka muḥammad,
ar,
bénédiction sur Muhammad